# Tomáš Chorý
Tomáš Chorý (* 26. ledna 1995 Olomouc) je český profesionální fotbalista, hrající na pozici útočníka za český klub SK Slavia Praha a za český národní tým.

## Klubová kariéra

### Sigma Olomouc
Tomáš Chorý je odchovancem Sigmy Olomouc, do jejíž akademie se dostal v roce 2004. Mládežnický reprezentant si odbyl svůj debut v A-týmu 22. února 2014 při výhře 5:1 nad Slavií Praha v 17. kole české nejvyšší soutěže. Svou první branku mezi dospělými Chorý vstřelil 25. května 2014 při výhře 2:0 nad Znojmem. Ve své premiérové sezóně nastoupil do 7 prvoligových utkání, s klubem ale sestoupil do druhé ligy.
V sezóně 2014/15 nastoupil Chorý do 13 zápasů, v nichž vstřelil 3 branky a postoupil s Olomoucí zpátky do nejvyšší soutěže z prvního místa. Ani v následující prvoligové sezóně se nedokázal prosadit do základní sestavy olomouckého mužstva a v Synot lize nastoupil do 18 zápasů, ve kterých vstřelil 2 branky. S týmem opět sestoupil do druhé ligy.
V ročníku 2016/17 se stal klíčovým hráčem Sigmy, 16 brankami pomohl klubu k postupu zpátky mezi českou elitu a byl druhým nejlepším střelcem soutěže za svým spoluhráčem Jakubem Plškem.
Vytáhlý hrotový útočník byl v letní pauze spojován se zájmem předních českých klubů a mluvilo se o jeho možném odchodu do Slavie, Chorý však v červenci 2017 prodloužil smlouvu se Sigmou do června 2019.
V srpnovém utkání proti Slovácku se Chorý dostal do potyčky s kapitánem soupeře Veličem Šumulikoskim, oba hráči obdrželi žlutou kartu a disciplinární komise FAČR trest potvrdila. Po podzimní části sezóny 2017/18 byl Chorý spojován s odchodem ze Sigmy Olomouc, zájem o jeho služby měla zejména Viktoria Plzeň.

### Viktoria Plzeň
Dne 4. ledna 2018 přestoupil Chorý z Olomouce do plzeňské Viktorie, opačným směrem zamířil na půlroční hostování Jakub Řezníček. Chorý podepsal s tehdejším suverénním lídrem prvoligové tabulky smlouvu na čtyři a půl roku. V novém angažmá debutoval 15. února, když nastoupil do závěru utkání šestnáctifinále Evropské ligy proti srbskému Partizanu. V lize debutoval o tři dny později, a to v utkání proti svému bývalému klubu; utkání proti Olomouci skončilo bezbrankovou remízou. Svoji první branku v plzeňském dresu Chorý vstřelil 11. března, kdy skóroval do sítě Slovanu Liberec. Svou premiérovou sezónu v Plzni zakončil s 1 brankou v 13 zápasech a v květnu slavil s klubem zisk ligové trofeje.
Sezónu 2018/19 začal Chorý jako náhradník za Michaelem Krmenčíkem, a tak zpočátku ročníku nastupoval výhradně jako střídající hráč. Poté, co si Krmenčík v listopadu poranil koleno, začal Chorý nastupovat pravidelně a 7. listopadu si odbyl svůj debut v Lize mistrů, když nastoupil v základní sestavě utkání proti Realu Madrid (prohra 0:5). Svou první branku v sezóně vstřelil Chorý 2. prosince 2018 v domácím utkání proti Sigmě Olomouc. O deset dní později si připsal i svůj první gól v evropských pohárech, a to při výhře 2:1 nad AS Řím v základní skupině Ligy mistrů. Sezónu zakončil s 12 brankami v 33 soutěžních zápasech.
Chorý přišel o místo v základní sestavě Plzně na začátku sezóny 2019/20, kdy se do týmu po zranění vrátil Krmenčík. Po odchodu Krmenčíka do belgických Brugg na začátku roku 2020 se do základní sestavy dostal na úkor Chorého dostal francouzský fotbalista Jean-David Beauguel, a tak Chorý nastupoval povětšinou jen z lavičky. V sezóně 2019/20 Chorý nastoupil do 40 zápasů, v nichž vstřelil 7 branek.

#### Zulte-Waregem (hostování)
V říjnu 2020 odešel Chorý do Belgie, v rámci hostování s opcí zamířil do SV Zulte-Waregem. V 16 zápasech v belgické nejvyšší soutěži vstřelil 4 branky a pomohl klubu ke konečné 10. příčce.

#### Návrat do Plzně
Tomáš Chorý se po návratu z hostování stal klíčovým hráčem nového trenéra Michala Bílka. V listopadu 2021 v ligovém zápase s Olomoucí utrpěl Chorý dvojitou zlomeninu v obličeji při úderu loktem v souboji s francouzským bekem Florentem Poulolem. Chorý zůstal ležet otřesený na trávníku pár minut před koncem utkání. V jarní části sezóny se Chorý začal pravidelně střelecky prosazovat, dohromady v sezóně vstřelil 7 branek a přidal 7 asistencí a 15. května 2022 získal Chorý s Plzní svůj druhý titul v české lize.

Chorý pomohl Plzni dvěma brankami v předkolech Ligy mistrů (proti Helsinkám a Šeriffu Tiraspol) k postupu do skupinové fáze soutěže. V září 2022 vstřelil Chorý tři branky ve třech ligových zápasech a díky svým výkonům byl zvolen nejlepším hráčem měsíce v první lize. V říjnu Chorý prodloužil svou smlouvu s Plzní do roku 2025. Dne 1. listopadu 2022 vstřelil Chorý 2 branky v domácím zápase základní skupiny Ligy mistrů proti Barceloně, prohře 2:4 však zabránit nedokázal. O čtyři dny později, v ligovém zápase proti pražské Spartě, udeřil Chorý obránce Sparty Asgera Sørensena hlavou v souboji v závěru prvního poločasu. Rozhodčí faul neodpískal, podle disciplinární komise rozhodčích ale šlo o jasné vyloučení. Za úder hlavou však Chorý nebyl dodatečně potrestán. Plzeň v jarní části sezóny přišla o průběžnou první příčku v tabulce a sezónu zakončila na třetí příčce. Chorý však zažil svou nejúspěšnější sezónu, ve 47 soutěžních zápasech vstřelil 17 branek a přidal 8 asistencí.

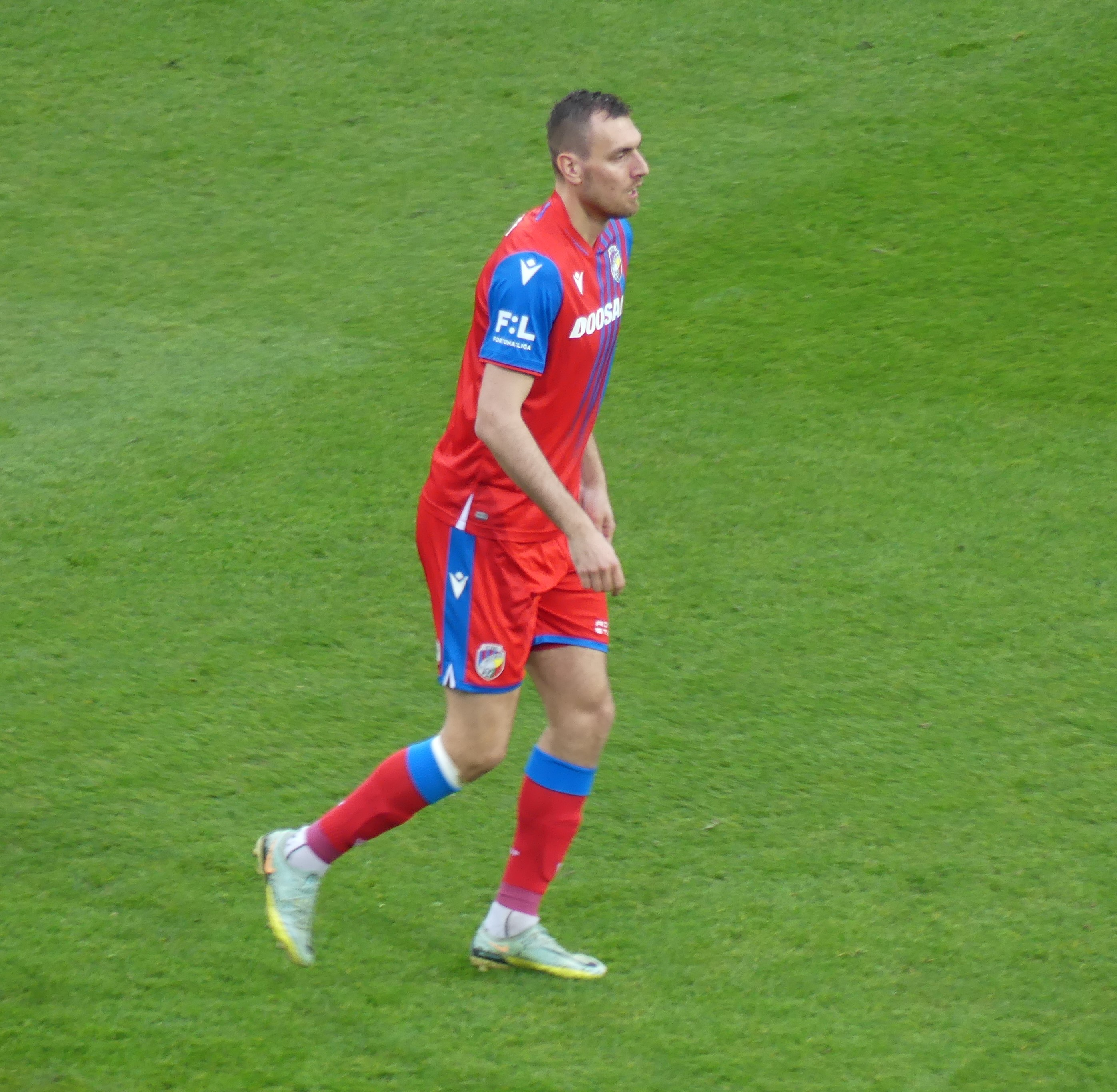
Tomáš Chorý za FK Viktorii Plzeň proti FK Jablonec (r. 2023)

Na začátku sezóny 2023/24 přispěl Chorý brankou v zápase čtvrtého předkola Konferenční ligy proti Tobolu Kostanaj k postupu Plzně do skupinové fáze. V základní skupině vstřelil Chorý tři branky (dvě proti Dinamu Záhřeb a jeden proti Astaně), Plzeň vyhrála všech 6 utkání a postoupila do osmifinále soutěže. Za své výkony v podzimní části sezóny byl Chorý v listopadu odměněn premiérovou pozvánkou do národního týmu. V březnovém ligovém šlágru 24. kola české nejvyšší soutěže proti pražské Spartě se Chorý dvakrát střelecky prosadil a pomohl k vysoké výhře 4:0. Chorý si v dubnu 2024 svými výkony vysloužil novou smlouvu až do roku 2027. Chorý v sezóně vylepšil své kariérní maximum, ve 47 zápasech si připsal 19 branek a 7 asistencí, s Plzní skončil v ligové tabulce opět na třetím místě. Téměř dvoumetrový útočník za Viktorii nastoupil do 226 soutěžních zápasů, v nichž na konto zapsal 63 gólů a 28 asistencí.

### Slavia Praha
V červenci 2024 přestoupil Chorý z Plzně do pražské Slavie, s mužstvem trenéra Jindřicha Trpišovského podepsal smlouvu do roku 2027.
Svůj první zápas odehrál 21.7.2024 když odehrál 30 minut a Slávia v tomto zápase remizovala se Slováckem 0:0 a svůj první gól vstřelil 7.8.2024  v 3. Předkole ligy mistrů proti USG (v tomto zápase dal góly dva). Svůj první gól v chance lize za Slávii vstřelil proti Pardubicím 1.9.2024 a to při výhře sešívaných 2:0. Se Slávií vyhrál v sezoně 2024/25 Chance ligu ( první českou ligu) a tuto trofej oslavil po výhře v Olomouci kde vyhráli Slávisté 5:0 a Chorý dal dva góly. Poté co se prosadil proti Spartě tak má na svém kontě už 14 gólů a  kromě toho má také 4 asistence a je druhým nejlepším střelcem  v české nejvyšší soutěži v sezoně 2024/25.[zdroj?]

## Reprezentační kariéra
Chorý byl poprvé povolán do české jednadvacítky trenérem Vítězslavem Lavičkou v říjnu 2015. V létě 2017 byl nominován na závěrečný turnaj Mistrovství Evropy do 21 let. Nastoupil do všech tří zápasů českého týmu v základní skupině, v utkání proti Itálii asistoval na branku Marka Havlíka při výhře 3:1 a v zápase s Dánskem (prohra 2:4) skóroval. Češi však ze základní skupiny nepostoupili.
Dne 11. listopadu 2023 debutoval za český národní tým v zápase proti Moldavsku na Andrově stadionu v Olomouci. V utkání, ve kterém čeští fotbalisté vyhráli 3:0, skóroval a měl asistenci. Chorý byl povolán do reprezentace i v březnu 2024, jednalo se o premiérový sraz pod novým reprezentačním trenérem Ivanem Haškem.
V létě 2024 byl Chorý povolán na závěrečný turnaj EURO 2024 do Německa. Na turnaji nastoupil jako střídající hráč do dvou utkání základní skupiny proti Portugalsku a Turecku, Češi však ve skupině získali jen jeden bod a nepostoupili do vyřazovací fáze.

## Statistiky

### Klubové
K 10. dubnu 2021
| Klub                  | Sezóna  | Liga                 | Liga   | Liga | Pohár  | Pohár | Evropské poháry | Evropské poháry | Ostatní | Ostatní | Celkem | Celkem |
| Klub                  | Sezóna  | Liga                 | Zápasy | Góly | Zápasy | Góly  | Zápasy          | Góly            | Zápasy  | Góly    | Zápasy | Góly   |
| --------------------- | ------- | -------------------- | ------ | ---- | ------ | ----- | --------------- | --------------- | ------- | ------- | ------ | ------ |
| Sigma Olomouc         | 2013/14 | Fortuna:Liga         | 7      | 1    | 0      | 0     | –               | –               | –       | –       | 7      | 1      |
| Sigma Olomouc         | 2014/15 | Fortuna:Národní Liga | 13     | 3    | 0      | 0     | –               | –               | –       | –       | 13     | 3      |
| Sigma Olomouc         | 2015/16 | Fortuna:Liga         | 18     | 2    | 3      | 1     | –               | –               | –       | –       | 21     | 3      |
| Sigma Olomouc         | 2016/17 | Fortuna:Národní Liga | 28     | 16   | 2      | 2     | –               | –               | –       | –       | 30     | 18     |
| Sigma Olomouc         | 2017/18 | Fortuna:Liga         | 12     | 2    | 2      | 1     | –               | –               | –       | –       | 14     | 3      |
| Sigma Olomouc         | Celkem  | Celkem               | 78     | 24   | 7      | 4     | –               | –               | –       | –       | 85     | 28     |
| Viktoria Plzeň        | 2017/18 | Fortuna:Liga         | 13     | 1    | 0      | 0     | 3               | 0               | –       | –       | 16     | 1      |
| Viktoria Plzeň        | 2018/19 | Fortuna:Liga         | 26     | 6    | 2      | 5     | 5               | 1               | –       | –       | 33     | 12     |
| Viktoria Plzeň        | 2019/20 | Fortuna:Liga         | 32     | 6    | 4      | 1     | 4               | 0               | –       | –       | 40     | 7      |
| Viktoria Plzeň        | 2020/21 | Fortuna:Liga         | 2      | 0    | 0      | 0     | 0               | 0               | –       | –       | 2      | 0      |
| Viktoria Plzeň        | Celkem  | Celkem               | 73     | 13   | 6      | 6     | 12              | 1               | –       | –       | 91     | 20     |
| Zulte Waregem (host.) | 2020/21 | Jupiler Pro League   | 15     | 4    | 0      | 0     | –               | –               | –       | –       | 15     | 4      |
| Celkem                | Celkem  | Celkem               | 166    | 41   | 13     | 10    | 12              | 1               | –       | –       | 191    | 52     |

### Reprezentační
K zápasu odehranému 14. října 2024
| Česko  | Česko  | Česko |
| Rok    | Zápasy | Góly  |
| ------ | ------ | ----- |
| 2023   | 1      | 1     |
| 2024   | 9      | 3     |
| Celkem | 10     | 4     |